# 하피즈 수입
하피즈 수입(말레이어: Hafiz Suip)은 말레이시아의 가수이다. 보통 하피즈나 하피즈 AF로 더 잘 알려져 있다. 그는 사라왁 쿠칭 출신이며 2009년 데뷔했다. 2012년 국민가수 시티 누르할리자와 듀엣으로 부른 <Muara Hati>를 싱글로 발매했으며 이듬해 정규앨범 <Luahan Hati Anak Seni>의 8번 트랙으로 수록되었다.

## 앨범

### 정규 앨범
- <Masih Jelas> (2009)
- <Hafiz> (2012)
- <Luahan Hati Anak Seni> (2013)

### 기타
- <Muara Hati (feat. Siti Nurhaliza)> (2012)